# تحالف المحرك
تحالف المحرك (بالإنجليزية: Engine Alliance)‏, أو مايعرف اختصارا بـ(EA) هو مشروع مشترك 50/50 بين جنرال الكتريك للطيران وبرات آند ويتني (إحدى الشركات التابعة لشركة يونايتد تكنولوجيز) التي تشكلت في أغسطس 1996 لتطوير وتصنيع وبيع ودعم عائلة محركات طائرات مبنية على أسس تكنولوجيه حديثة تلبي متطلبات الطائرات الحديثة ذات سعة ركاب عالية وطويلة المدى.

## التاريخ
البداية كانت مع محرك جي بي 7200 (GP7200) والذي كان موجها في الأصل على استخدامة للمشاريع المستقبلية لطائرات بوينغ 747 -500/600X، وألغيت هذه المشاريع بسبب قلة الطلب من شركات الطيران.
وبدلا من ذلك تمت أعادة التحسين للمحرك وتحويره، لينتج عنه المحرك جي بي 7000 (GP7000) ليكون مناسبا للاستخدام على الطائرة العملاقة إيرباص إيه 380. وبذلك يكون محرك جي بي 7000 منافسا في سوق محركات إيه 380 مع كل من محرك رولز رويس ترنت 900 ، والذي سبقه عند إطلاق طائرة إيه 380.

## الطرازات
يتوفر محرك جي بي 7200 (GP7200)في نسختين هما:
- محرك جي بي 7270 (GP7270).
- محرك جي بي 7277 (GP7277).